# Kathedrale von Chihuahua

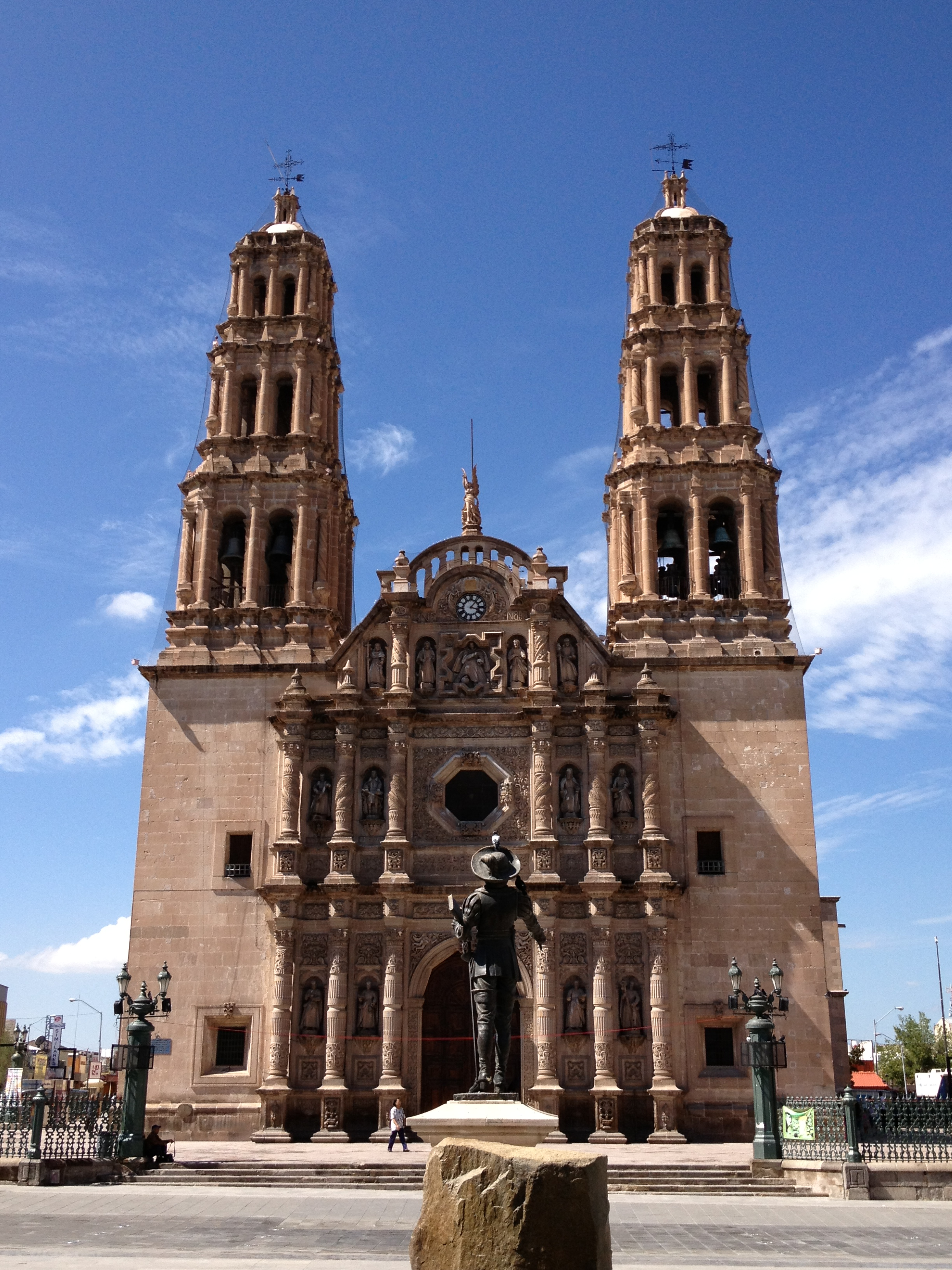
Kathedrale von Chihuahua

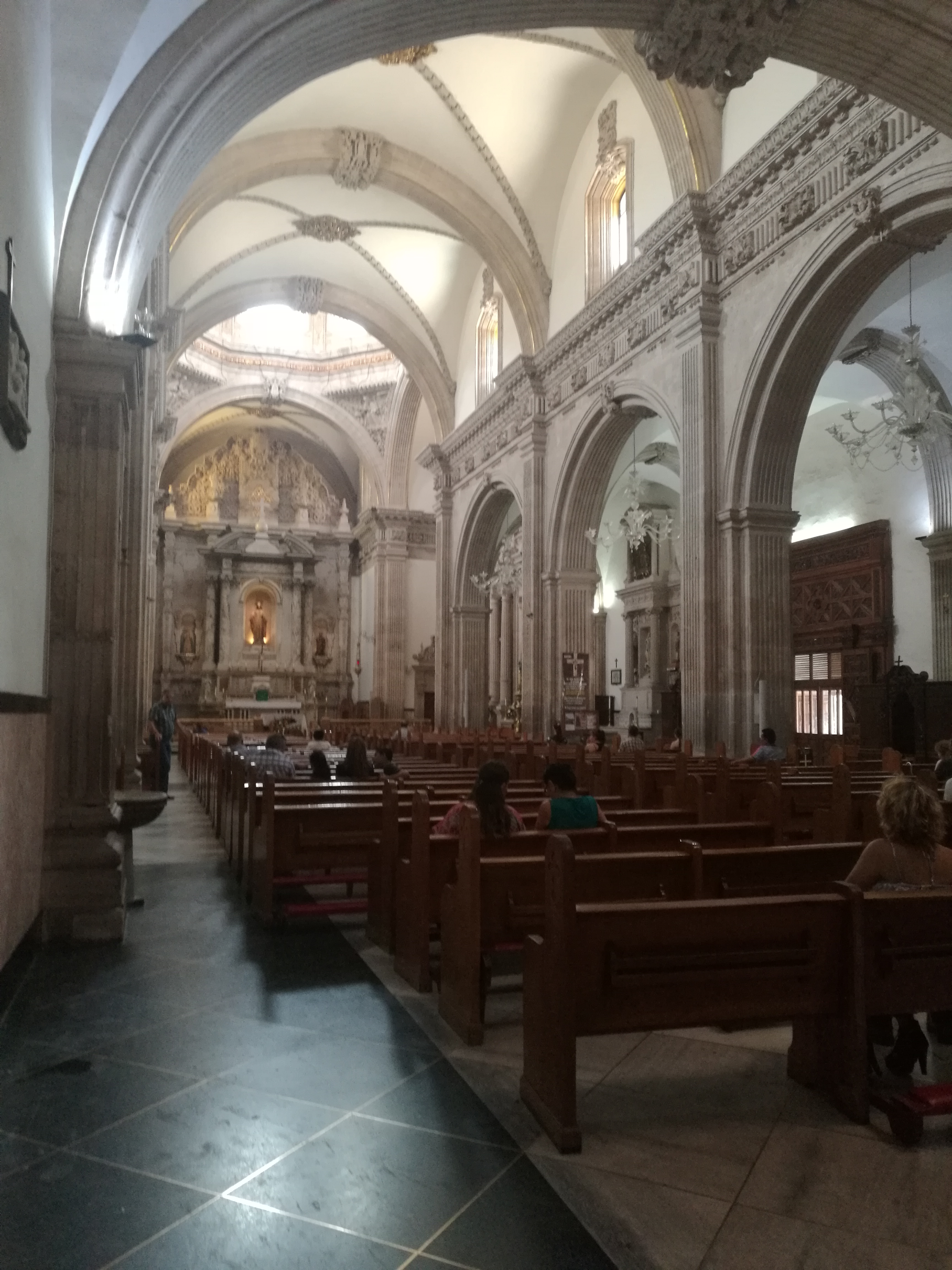
Langhaus und Chor der Kathedrale

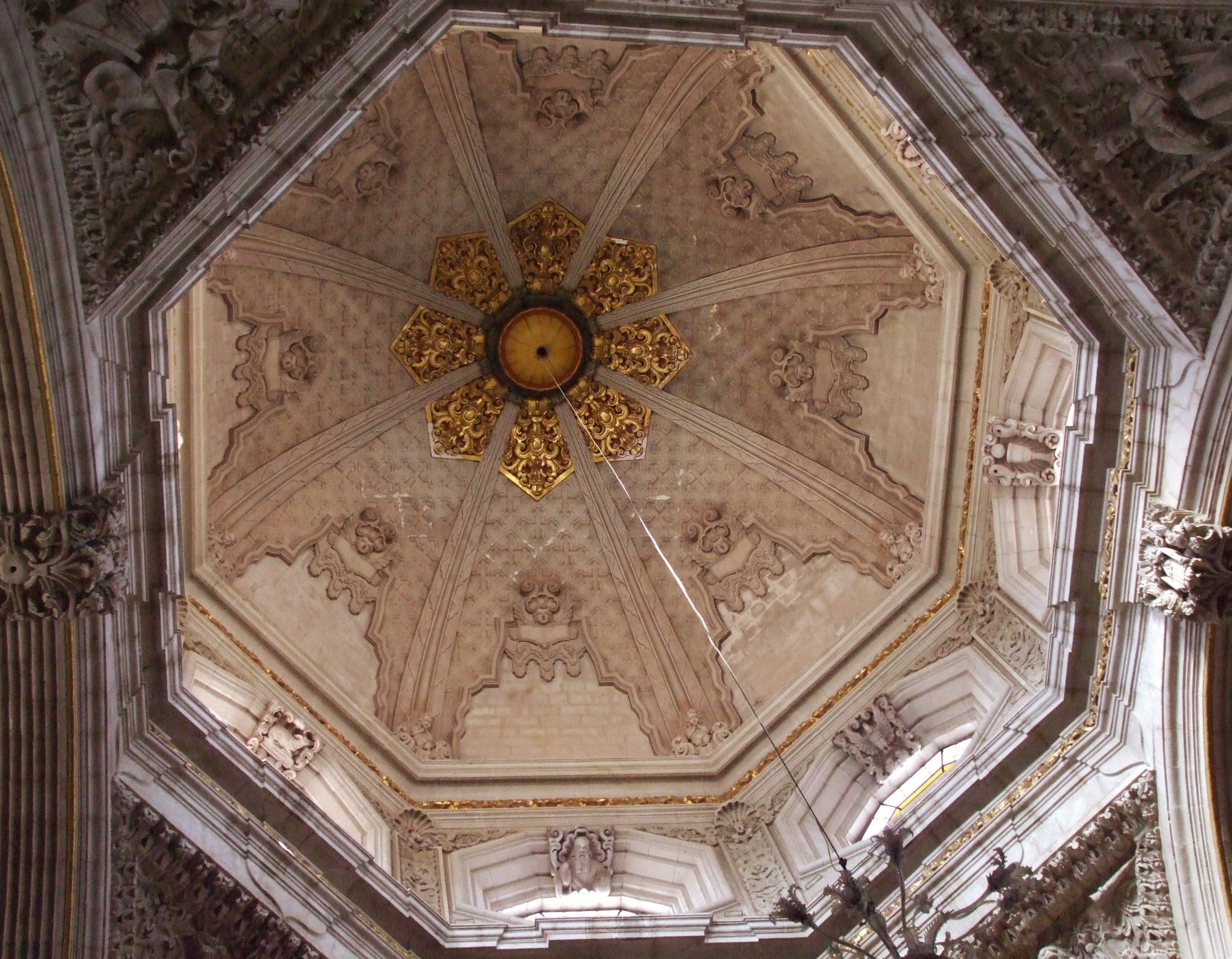
Vierungskuppel

Die der Virgen de Regla und dem hl. Franz von Assisi geweihte Kathedrale von Chihuahua ist der Sitz des erst im Jahr 1891 von Papst Leo XIII. gegründeten römisch-katholischen Bistums der Großstadt Chihuahua im gleichnamigen Bundesstaat im Norden Mexikos.

## Lage
Die Kathedrale liegt an der zentral gelegenen Plaza de Armas (auch Zócalo genannt) in unmittelbarer Nähe zum Rathaus (Palacio del Ayuntamiento) in einer Höhe von ca. 1430 m.

## Geschichte
Im 17. und. 18. Jahrhundert waren einige Bergwerksbesitzer und Händler der Stadt durch den Silber- und Kupfererzbergbau in der Umgebung reich geworden. Mit dem Bau der Großkirche wurde im Jahr 1725 auf Initiative von Benito Crespo y Monroy, dem Bischof von Durango, begonnen, der aber schon bald die wohlhabenden Bürger der Stadt in die Finanzierung des Unternehmens einbezog; dennoch wurde der Bau erst im Jahr 1826 vollendet und erst im Jahr 1891 zur Kathedrale erhoben.

## Architektur
Während der Mittelteil der klar gegliederten Fassade, die als eine der schönsten Mexikos gilt, reich durch sechs recht originell gestaltete, übereinander gestellte Säulen mit dazwischen angebrachten Wandnischen, in denen Apostelfiguren stehen, gegliedert ist, sind die beiden seitlichen Turmuntergeschosse nur durch schmucklose Fensteröffnungen unterteilt. Die drei jeweils leicht zurückgestuften Glockengeschosse behalten ihren quadratischen Grundriss bis ganz nach oben bei und sind nach allen Richtungen geöffnet sowie durch zahlreiche Säulen aufgelockert. Zwei reich gestaltete Seitenportale bereichern das Bild des Bauwerks.
Das durch kannelierte Pfeiler und Pilaster geprägte Langhaus der Kirche ist dreischiffig mit erhöhtem und eigenständig durch hochliegende Fenster belichtetem Mittelschiff. Alle drei Schiffe sind kreuzrippengewölbt; die einzelnen Joche werden durch Gurtbögen voneinander getrennt. Über der Vierung schwebt eine auf einem durchfensterten oktogonalen Tambour ruhende, reich verzierte Kuppel mit aufsitzender, aber nicht belichtender Laterne.

## Ausstattung
Die Ausstattung der Kirche stammt zum größten Teil aus dem 19. und frühen 20. Jahrhundert.

## Bedeutung
Die in spätbarockem und klassizistischem Stil erbaute Kathedrale von Chihuahua steht sowohl geschichtlich als auch architektonisch in einer Reihe mit den Großkirchen der Silberstädte Taxco, Zacatecas, San Luis Potosí und anderen.